# ماررو (لوئیزیانا)
ماررو (به انگلیسی: Marrero) شهری در ایالت لوئیزیانا کشور ایالات متحده آمریکا است که جمعیت آن در سرشماری سال ۲۰۱۰ میلادی، ۳۳٬۱۴۱ نفر بوده‌است.